# Shake My Days
Shake My Days（シェイク・マイ・デイズ）は、光希（みつき、ボーカル）と冴沢鐘己（ギター）による日本の2人組音楽ユニットである。2021年結成。結成当時、光希は17歳。京都を拠点に活動しており、レトロなサウンドと現代的なポップセンスを融合させた音楽性で注目を集めている。所属レーベルはPALMTONE RECORDS。2020年代後半より、ヨーロッパやアメリカの音楽メディアで紹介されるなど、国際的な関心を集めている。

## 音楽性
Shake My Daysの音楽は、1960年代〜70年代のブリティッシュ・ロックや昭和歌謡の影響を受けつつ、シティポップやインディーポップの要素を取り入れたレトロモダンなサウンドを特徴としている。女性ボーカルの透明感のある声と、ノスタルジックかつ斬新な楽曲構成が支持を集めている。

## 経歴
- 2021年 – ユニット結成。光希は当時17歳[1]。12月、1stシングル「空はイミテーション／カナリア」をリリース。
- 2022年 – 「空はイミテーション」が静岡放送「Soleいいね!」「お買い物いいね!」2022年4月クールエンディング曲に採用[2]。1stアルバム『アイソスタシー』収録曲「夕暮れにサイダー」が、KFB福島放送 × UX新潟テレビ21 特番エンディング曲[3]、テレビ朝日系列九州5局ネット「ながさきシン・修学旅行」エンディング曲に起用される[4]。
- 2023年 – 「空はイミテーション（Blue Sky Is Imitation）」がイタリアを中心に8万回以上の再生数を記録し、インディーメディアに紹介される。
- 2024年 – 「夕暮れにサイダー（Cider At Dusk）」が欧州メディアに取り上げられ、YouTubeで4.7万回以上の再生を記録[5][6][7]。
- 2025年 – 「知りもしないで（Without Knowing Anything?）」がメキシコのラジオやブログで取り上げられる。「君を見かけた（I Found You）」がフランスのメディアで紹介される[8]。「マントルの上に浮かんでる（Floating on the Mantle）」がメキシコの音楽ブログで紹介される[9]。

## ディスコグラフィ

### シングル
| 発売日        | タイトル                     | 品番      | 収録曲                                            | 備考                            |
| ------------- | ---------------------------- | --------- | ------------------------------------------------- | ------------------------------- |
| 2021年12月1日 | 空はイミテーション／カナリア | PTPS-0034 | 1. 空はイミテーション 2. カナリア 3. アネモネ通り | 全曲 作詞・作曲・編曲：冴沢鐘己 |

### アルバム
| 発売日         | タイトル                     | 品番      | 収録曲 | 備考                            |
| -------------- | ---------------------------- | --------- | --- | ------------------------------- |
| 2022年9月14日  | アイソスタシー               | PTPA-0022 | 1. 君が変わった 2. 空はイミテーション 3. アーモンド・ピスタチオ 4. カナリア 5. 夕暮れにサイダー 6. パーカーの右手、コートの左手 7. アネモネ通り 8. マントルの上に浮かんでる 9. 猫とぽつり 10. 青春の素描                             | 全曲 作詞・作曲・編曲：冴沢鐘己 |
| 2023年6月14日  | ソレノイド                   | YZPA-5003 | 1. 知りもしないで 2. トリトメ 3. ティントリップ・トリップ 4. 君を見かけた 5. C列15番 6. 僕は点滅信号 7. サクラ前線 8. 三角公園デ待ツ 9. ファラデーだったら 10. グローリー 11. コークスクリュー・ブロウ 12. ダッシュするんだ          | 全曲 作詞・作曲・編曲：冴沢鐘己 |
| 2024年11月23日 | アセタール（ベストアルバム） | PTNR-0008 | 1. 三角公園デ待ツ 2. 夕暮れにサイダー 3. サクラ前線 4. 空はイミテーション 5. 知りもしないで 6. 君が変わった 7. 君を見かけた 8. アーモンド・ピスタチオ 9. ファラデーだったら 10. 青春の素描 11. トリトメ 12. マントルの上に浮かんでる | 全曲 作詞・作曲・編曲：冴沢鐘己 |

## 代表曲
- 君を見かけた（I Found You）[8]
- 空はイミテーション（Blue Sky Is Imitation）
- 知りもしないで（Without Knowing Anything?）
- 夕暮れにサイダー（Cider At Dusk）[5][6][7]
- サクラ前線（Cherry Blossom Front）
- マントルの上に浮かんでる（Floating On The Mantle）[9]

## メディア掲載
- Indie Treasure（メキシコ）
- Freim TV（メキシコ）
- Direct Actu（フランス）
- Indie Dream（メキシコ）